# إسماعيل باشا الحكيم
إسماعيل باشا الحكيم (بالتركية: Hekim İsmail Paşa)‏‏ (ولدَ في 1807، إزمير - توفي في 1880، إسطنبول) هو سياسي عثماني، تولى منصب والي سالونيك.

## مناصبه
تولى المناصب التالية:
- والي سالونيك (سبتمبر 1871–مايو 1872)
- والي كريت (1861–1866)
- ناظر التجارة والزراعة  [لغات أخرى]‏ (1849–1851)
- ناظر التجارة والزراعة  [لغات أخرى]‏ (1856–1858)